# Dokimazja
Dokimazja (gr. δοκιμασία, trl. dokimasia - badanie) - urzędowe badanie (lustracja), któremu podlegali w starożytnych Atenach urzędnicy przed objęciem funkcji oraz jeźdźcy i naturalizowani obywatele. 
Celem tej procedury w odniesieniu do urzędników było sprawdzenie wszystkich aspektów życia kandydatów na urząd: ich wieku, pochodzenia, posiadanego obywatelstwa, dotychczasowego życia i działalności, charakteru, zasad moralnych nimi kierujących, a nawet stanu majątkowego. Procedurze podlegali zarówno kandydaci na najwyższe urzędy w państwie, jak i zwykli urzędnicy miejscy.
Badanie jeźdźców polegało na sprawdzeniu ich koni oraz majątku, by stwierdzić, czy będą zawsze w stanie utrzymać swego wierzchowca i wyposażyć się odpowiednio. 
Badaniom podlegali także cudzoziemcy zamieszkujący w Atenach, ubiegający się o naturalizację w celu sprawdzenia, czy byli godni miana obywatela. 
Badanie odbywało się pod kierunkiem tesmotetów przed Radą Pięciuset (bule) i trybunałami (dikasteria). Archontów i nowych buleutów badała ustępująca bule, innych uczestników - dykasteria pod przewodnictwem tesmotety. Zarzuty mógł wnosić każdy obywatel. Jeżeli kandydat został odrzucony, miał on prawo do zwrócenia się z apelacją do sądu. Jeżeli został przyjęty, zgłaszający przeciwko niemu jakieś obiekcje mógł także odwołać się do decyzji sądu. Jeżeli sąd przyznawał rację oskarżającemu, oskarżony tracił urząd i odpowiadał za przestępstwo np. utratą praw obywatelskich (atimia).